# Oberreintalschrofen
L'Oberreintalschrofen est une montagne qui s'élève à 2 523 m dans le massif du Wetterstein, à la frontière entre l'Allemagne et l'Autriche.